# Anacamptodes illaudatum
Anacamptodes illaudatum là một loài bướm đêm trong họ Geometridae.